# Trzebielino (gromada)
Trzebielino – dawna gromada, czyli najmniejsza jednostka podziału terytorialnego Polskiej Rzeczypospolitej Ludowej w latach 1954–1972.
Gromady, z gromadzkimi radami narodowymi (GRN) jako organami władzy najniższego stopnia na wsi, funkcjonowały od reformy reorganizującej administrację wiejską przeprowadzonej jesienią 1954 do momentu ich zniesienia z dniem 1 stycznia 1973, tym samym wypierając organizację gminną w latach 1954–1972.
Gromadę Trzebielino z siedzibą GRN w Trzebielinie utworzono – jako jedną z 8759 gromad na obszarze Polski – w powiecie miasteckim w woj. koszalińskim na mocy uchwały nr 43/54 WRN w Koszalinie z dnia 5 października 1954. W skład jednostki weszły obszary dotychczasowych gromad: Trzebielino ze zniesionej gminy Łubno, Bożanka ze zniesionej gminy Warcino i Poborowo ze zniesionej gminy Kołczygłowy w tymże powiecie. Dla gromady ustalono 10 członków gromadzkiej rady narodowej.
31 grudnia 1959 do gromady Trzebielino włączono obszar zniesionej gromady Starkowo oraz wieś Toczek ze zniesionej gromady Gumieniec w tymże powiecie.
31 grudnia 1968 do gromady Trzebielino włączono wieś Broczyna oraz obszar gruntów leśnych (położonych w północnej części gromady Dretyń) ze zniesionej gromady Dretyń w tymże powiecie.
Gromada przetrwała do końca 1972 roku, czyli do kolejnej reformy gminnej. 1 stycznia 1973 w powiecie miasteckim utworzono gminę Trzebielino (od 1999 gmina należy do powiatu bytowskiego).